# Taylor Wilde
Shantelle Larissa Malawski (ur. 26 stycznia 1986 w Toronto) – kanadyjska wrestlerka. W latach 2008–2010 i od 2021 pracuje w Impact Wrestling (dawniej Total Nonstop Action Wrestling) pod pseudonimem ringowym Taylor Wilde. 
Karierę zawodniczą rozpoczęła w 2003 r. Na jej początku występowała w kilku kanadyjskich i amerykańskich federacjach sceny niezależnej. W latach 2006–2007 walczyła w federacjach rozwojowych WWE, po czym w maju 2008 r. podpisała kontrakt z TNA. Zdobyła tam raz TNA Women’s Knockout Championship oraz dwukrotnie TNA Knockouts Tag Team Championship, najpierw z Saritą, później zaś z Hamadą. Po odejściu z TNA Malawski ogłosiła zakończenie kariery we wrestlingu, stoczywszy ostatni pojedynek 5 lutego 2011 r. Dekadę później, w kwietniu 2021, Malawski powróciła do wrestlingu, podpisując ponownie kontrakt z federacją Impact Wrestling.

## Dzieciństwo i młodość
Shantelle Larissa Malawski urodziła się 26 stycznia 1986 r. w Toronto. Uczęszczała do tamtejszej szkoły średniej Silverthorn Collegiate Institute, później zaś studiowała psychologię na University of Toronto. Pasjonowała się sportem, uprawiając przez wiele lat hokej na lodzie i ringette. Podczas nauki w liceum pracowała jako instruktorka fitnessu w lokalnej siłowni.

## Kariera wrestlerki

### Początki kariery (2003–2006)
W czasie nauki w Silverthorn Collegiate Institute wstąpiła do lokalnej szkółki wrestlingu, lecz z powodu jej zamknięcia przeniosła się wiosną 2002 r. do Squared Circle, prowadzonego przez Roba „El Fuego” Etcheverriego. Szkółka ta skupiała się zwłaszcza na nauce stylu zwanego lucha libre. Malawski stoczyła pierwszy pojedynek w karierze w czerwcu 2003 r. przeciwko Tianie Ringer. W 2004 r. wystąpiła w dwuczęściowym filmie dokumentalnym poruszającym tematykę wrestlingu, Slam Bam, emitowanym przez Discovery Channel. W 2005 r. zdobyła pierwsze mistrzostwo, gdy rywalizowała w New Vision Pro Wrestling. Lato tego roku spędziła w Monterrey, doskonaląc styl lucha libre, natomiast w grudniu wyjechała do Republiki Południowej Afryki i prezentowała swoje umiejętności podczas zaplanowanych trzech gal, w których uczestniczyły byłe gwiazdy WWE, Kevin Nash, Andrew Martin, czy Scott Steiner. W tym samym miesiącu została zaproszona przez WWE na tryout organizowany w Buffalo.
W latach 2005–2006 występowała w licznych federacjach kanadyjskiej i amerykańskiej sceny niezależnej pod pseudonimami ringowymi Shantelle Stevens lub Shantelle Taylor. Zawodniczka walczyła w takich organizacjach, jak: Border City Wrestling, Northern Championship Wrestling, Warrior-1 Wrestling, Blood Sweat And Ears, Pure Wrestling Association, SHIMMER Women Athletes (jej walka z Tianą Ringer była pierwszym pojedynkiem nowo założonej federacji), Ohio Championship Wrestling, Twin Wrestling Entertainment, Ring of Honor i Women’s Extreme Wrestling. W późniejszych latach walczyła również w World Premier Wrestling, Jersey All Pro Wrestling, Women Superstars Uncensored (10 stycznia 2009 r. wraz z Amy Lee zdobyły WSU Tag Team Championship, które straciły tego samego dnia na rzecz The Beatdown Betties – Annie Social i Roxie Cotton) oraz Classic Championship Wrestling.

### World Wrestling Entertainment (2006–2007)

#### Deep South Wrestling iSmackDown!(2006–2007)
Malawski podpisała kontrakt z World Wrestling Entertainment (WWE) w maju 2006 r. i została przydzielona federacji rozwojowej, Deep South Wrestling (DCW). Pierwszą walkę stoczyła 27 lipca, gdy przegrała z Krissy Vaine, z którą rozpoczęła długotrwały feud trwający do 12 kwietnia 2007 r. Prowadziła również konflikt z Angel Williams. Często łączyła siły z Tracy Taylor i Nattie Neidhart w pojedynkach tag teamowych.
13 i 14 stycznia 2007 r. Malawski dwukrotnie pokonała Jamiego Noble’a podczas house showów SmackDown! i Extreme Championship Wrestling. Trzecie zwycięstwo nad tym wrestlerem zanotowała 15 stycznia w dark matchu rozegranym podczas nagrań do Smackdown! (odcinek wyemitowano 19 stycznia). Malawski występowała w tych pojedynkach jako San–Eye, zamaskowana japońska zawodniczka. 12 czerwca, podczas kolejnego nagrania do odcinka programu (emisja 15 czerwca), już jako Shantelle, zwyciężyła w dark matchu Jillian.

#### Florida Championship Wrestling (2007)
Gdy w 2007 r. powstało Florida Championship Wrestling (FCW), federacja rozwojowa WWE, Malawski została tam przeniesiona. Zadebiutowała w FCW 26 czerwca, przegrywając z Neidhart w Triple Threat matchu, której trzecia uczestniczką była Krissy Vaine. 30 czerwca uległa tej samej zawodniczce w spotkaniu sędziowanym przez Vaine. Malawski została zwolniona 14 sierpnia 2007 r. Po odejściu nie uczestniczyła w żadnych wydarzeniach wrestlingowych, dopóki Total Nonstop Action Wrestling nie skontaktowało się z nią, ponadto skupiła się w tym czasie na ukończeniu nauki w college’u.

### Total Nonstop Action Wrestling (2008–2010)

#### Knockouts Championka (2008)

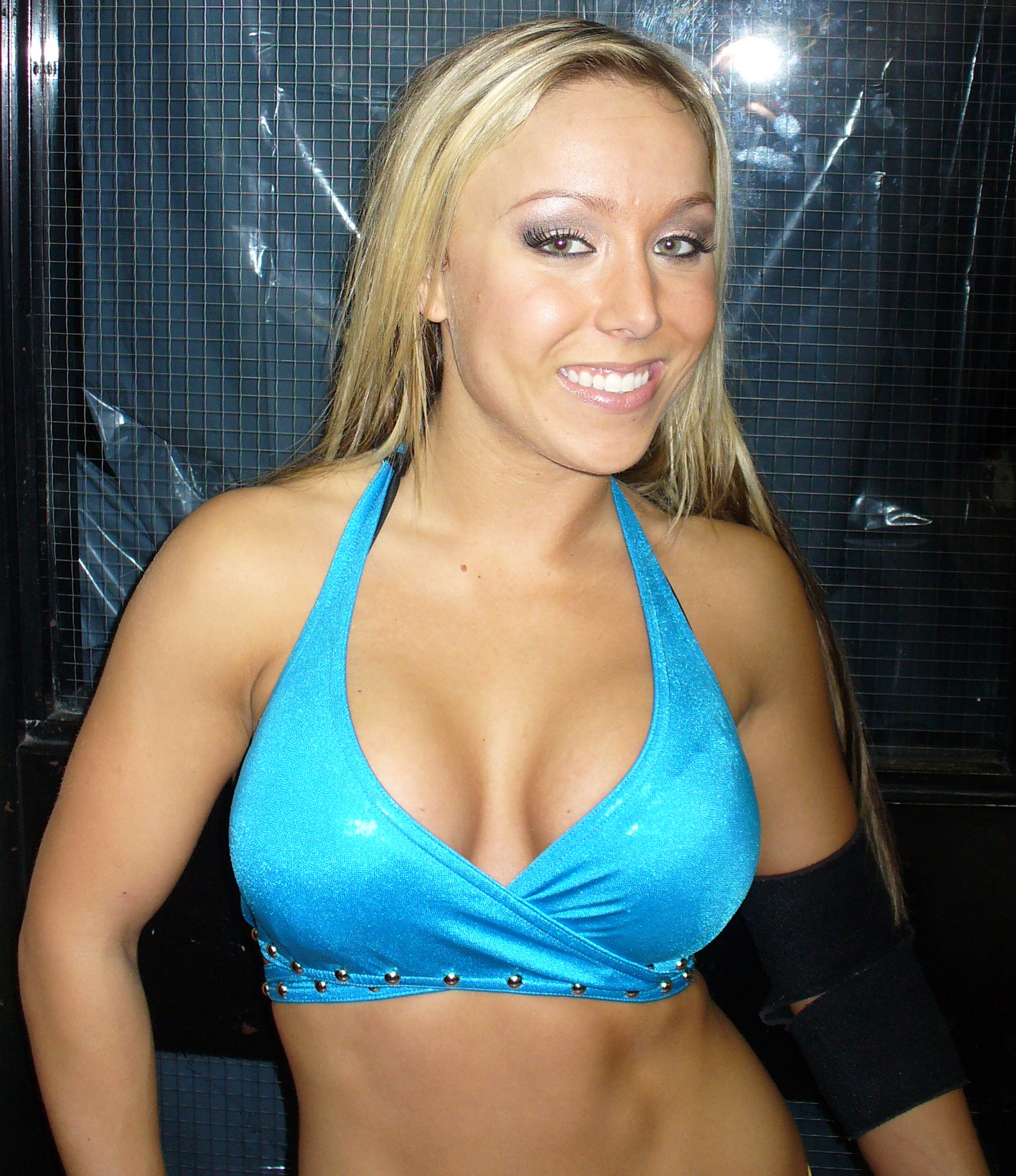
Wilde w 2009 r.

W tryoucie dla Total Nonstop Action Wrestling (TNA) Malawski zmierzyła się z Raishą Saeed. W maju 2008 r. podpisała kontrakt z federacją. W TNA Impact! zadebiutowała 29 maja w roli jednej z podstawionych osób spośród publiczności, która była wybierana co tydzień do stoczenia walki z TNA Women’s Knockout Championką, Awesome Kong. Stawką tych pojedynków była kwota pieniężna w wysokości 25 000 dolarów. Malawski zapowiedziana przez konferansjera jako Taylor, stawiła czoło mistrzyni 19 czerwca, lecz mimo dobrej postawy uległa jej. Tydzień później domagała się meczu rewanżowego, atakując swoją przeciwniczkę. 3 lipca uzyskała możliwość walki o TNA Women’s Knockout Championship w wyniku zwycięstwa nad Raishą Saeed – pomocniczką Kong. 10 lipca, już pod pseudonimem Taylor Wilde, odniosła zwycięstwo nad mistrzynią, zostając nową posiadaczką tytułu kobiet i zyskując obiecaną kwotę pieniężną. Na Victory Road (13 lipca) utrwaliła swoje panowanie, pokonując Awesome Kong. Po meczu rozwścieczona rywalka zaatakował Wilde, ale z pomocą przybył jej Abyss.
24 lipca zmierzyła się z Velvet Sky. Wygrała mecz w ciągu pięciu sekund, po czym, w natychmiastowym rewanżu, pokonała rywalkę w 21 sekund, a w trzecim spotkaniu zapisał na swoim koncie zwycięstwo w wyniku dyskwalifikacji, gdy doszło do interwencji Angeliny Love. Później obie rywalki, których drużyna nosiła nazwę The Beautiful People, zaatakowały Wilde i, zanim ta otrzymała pomoc ze strony Gail Kim i ODB, założyły jej na głowę charakterystyczną, prześmiewczą brązową torbę. Tydzień później Kim i Wilde zwyciężyły The Beautiful People w Tag Team matchu. Po zakończonym pojedynku doszło między zawodniczkami do bójki, do której dołączyła również Awesome Kong i Raisha Saeed. Protagonistki wsparły ODB i Roxxi Laveaux. Na Hard Justice (10 sierpnia) Kim, ODB i Wilde pokonały rywalki. 14 sierpnia, zwyciężywszy Christy Hemme w Non Title matchu, ponownie została zaatakowana przez Kong i Saeed, ale jej wybawicielką okazała się Kim. W następnym odcinku Impactu! The Beautiful People i Kip James obezwładnili ją w przebieralni i pomalowali twarz. 28 sierpnia Love i Sky odniosły zwycięstwo nad Wilde i Roxxi w wyniku oślepienia ostatniej z wymienionych sprejem, tym samym Love otrzymała możliwość walki o TNA Women’s Knockout Championship na No Surrender. The Beautiful People próbowały założyć na głowę mistrzyni torbę, jednakże powstrzymał je przed tym Rhino. 11 września wzięła udział w wymyślonym przez antagonistki Beautiful People Beauty Contest, który miał ją ośmieszyć, jednak wygrała dwie z trzech konkurencji, czym sprowokowała na siebie atak sfrustrowanej grupy. Drugi raz Rhino udzielił jej pomocy. Na No Surrender (14 września) Wilde triumfowała nad Love. Cztery dni później, wraz z Rhino, pokonali Kip Jamesa i Sky, mimo to po meczu, za sprawą Awesome Kong i Saeed, rywalki założyły im brązowe torby. Na Bound for Glory (12 października) obroniła tytuł mistrzowski w Three Way matchu przeciwko Roxxi i Kong, utraciła go zaś 23 października na rzecz byłej mistrzyni.

#### Różne feudy (2008–2009)
Pod koniec października 2008 r. zawiązała sojusz z Roxxi, kontynuując rywalizację z Awesome Kong i Raishą Saeed. 30 listopada zaatakowały rywalki podczas wywiadu, natomiast tydzień później Roxxi stała się celem ataku ze strony Kong i Saeed. Tymczasową partnerką Wilde w zapowiedzianym na ten dzień Tag Team matchu została Rhaka Khan, która w trakcie pojedynku zdradziła ją i przyczyniła się do zwycięstwa rywalek. Na Turning Point (9 listopada) Wilde i Roxxi były lepsze od Kong i Saeed, lecz cztery dni później musiały uznać wyższość mistrzyni kobiet i Khan. Na Final Resolution (7 grudnia), wspólnie z ODB, zwyciężyły The Beautiful People i Sharmell. W odcinku bożonarodzeniowym Impactu! Wilde, Roxxi, ODB i Christy Hemme uległy Kong, Saeed, Khan i Sojournor Bolt w Santa’s Workshop Knockouts Street Fight matchu, jednak podczas Genesis (11 stycznia), bez Hemme (kontuzja), odniosły zwycięstwo nad trzema przeciwniczkami (bez Kong), których drużyna przyjęła nazwę Kongtourage. 15 stycznia Kontourage zrewanżował się im w Six Knockouts Tag Team Street Fight matchu. Wilde i Roxxi ostatni raz skonfrontowały się z drużyną antagonistek 22 stycznia, pomagając uporać się z nimi ODB po jej wygranym meczu z Bolt.
W drugim odcinku Impactu! w 2009 r. Wilde i Roxxi wdały się w konflikt z The Beautiful People. Zawodniczki wyjawiły Angelinie Love i Velvet Sky, że wszystkie zadania wykonywane przez nie na przełomie grudnia i stycznia dla The Governor Sarah Palin (ubieranie się w niemodną odzież, brak makijażu, praca w domowym zoo), które miały sprawić, że zostaną członkiniami jej gabinetu w Białym Domu, jak i uwierzenie udawanej przez Daffney polityk, miały na celu uwidocznienie głupoty antagonistek oraz wzięcia na nich odwetu za wszystkie krzywdy, jakie wyrządziły Knockoutkom. Po zakończeniu złośliwej krytyki i wyszydzeniu na głowy Love i Sky została wylana brunatna ciecz. 5 lutego Wilde i Roxxi uległy The Beautiful People, chwilę później zostały zaatakowane przez przeciwniczki, które nałożyły im na głowy prześmiewcze brązowe torby. The Governor pospieszyła im z pomocą. Tydzień później Wilde wzięła udział w dziewięcioosobowym Gauntlet matchu, wygranym przez Sojournor Bolt. 19 lutego Wilde, dzięki interwencji The Governor, pokonała Love. Miała również szansę na zwycięstwo w Tag Team matchu z rywalkami 26 lutego, lecz jej partnerka, którą był Madison Rayne, podczas walki przeszła heel turn, uderzając ją w twarz i opuszczając ring. 5 marca Wilde i Roxxi, wspieranym przez The Governor, nie udało się wygrać Four Corners Knockout Tag Team matchu, ponieważ szalę zwycięstwa na korzyść Love i Sky przechyliła atak Rayne. Innymi uczestniczkami pojedynku była Awesome Kong i Raisha Saeed oraz Rhaka Khan i Sojournor Bolt. 12 marca zwyciężyła w pojedynku z Rayne, jednak w pomeczowej bójce to członkinie The Beautiful People były górą. Na Destination X (15 marca) Roxxi, The Governor i Wilde były lepsze od trzech antagonistek. Cztery dni później na krótko połączyła siły z ODB, aby ostateczne zatryumfować nad Kong i Saeed, lecz wygrana okazała się krótkotrwała, gdyż po chwili pokonana wykonała im swoją akcję kończącą. W pierwszym kwietniowym odcinku Impactu! ponownie zmierzyła się z Rayne, odnosząc drugie zwycięstwo. Podrażnione członkinie The Beautiful People wyraziły swoją niechęć wobec niej, atakując ją w łazience i obcinając jej kilka pukli włosów. Tydzień później rywalki chciały to samo uczynić po przegranej z Kong, lecz Wilde powstrzymała oponentki. 16 kwietnia Love, Rayne i Sky nie sprostały im oraz Saeed w Tag Team matchu, lecz po jego zakończeniu udało im się obezwładnić przeciwniczki, następnie obcięły włosy Kong i wzniosły pas mistrzowski kobiet na znak przyszłego zwycięstwa Love na Lockdown. Podczas gali (19 kwietnia) członkini grupy udało się pokonać Kong i Wilde, zdobywając po raz pierwszy TNA Knockouts Championship. 23 kwietnia Wilde starała się zdobyć miano pretendentki do tytułu mistrzowskiego kobiet w Ladder matchu przeciwko Sojournor Bolt, ale poniosła porażkę.
7 maja Wilde poinformowała Lauren, dziennikarkę TNA, że za tydzień spotka się z tajemniczym wielbicielem, po czym poprosiła reporterkę, aby towarzyszyła jej w tym czasie. Randka okazała się pułapką zorganizowaną przez Daffney, która obwiniła Kanadyjkę za bezczynność, gdy 15 marca The Beautiful People ogoliły jej głowę i pobiły w akcie zemsty za ośmieszenie ich 15 stycznia. Daffney zaatakowała Wilde i zapowiedziała, że stawią sobie czoło podczas Sacrifice (24 maja) w Monster’s Ball matchu. Wilde wygrała pojedynek, jednak 4 czerwca musiała uznać wyższość rywalki, którą wsparli Raven i Dr. Stevie. Po meczu Lauren ocaliła przyjaciółkę przed agresywnymi przeciwnikami, wyciągając ją z ringu. 11 czerwca doszło do napaści Daffney na oponentkę. Na Slammiversary (21 czerwca) pokonała wspólnie z Abyssem Daffney i Ravena w kolejnym Monster’s Ball matchu. Ostatnim akordem opisanej rywalizacji był zwycięski dla Wilde 10 000 Thumstacks match mający miejsce 25 czerwca.
23 lipca uczestniczyła w Battle Royalu, która miał wyłonić Knockoutkę, która wygra 50 000 dolarów oraz zostanie członkinią The Main Event Mafii. Zwyciężczynią została Traci Brooks.

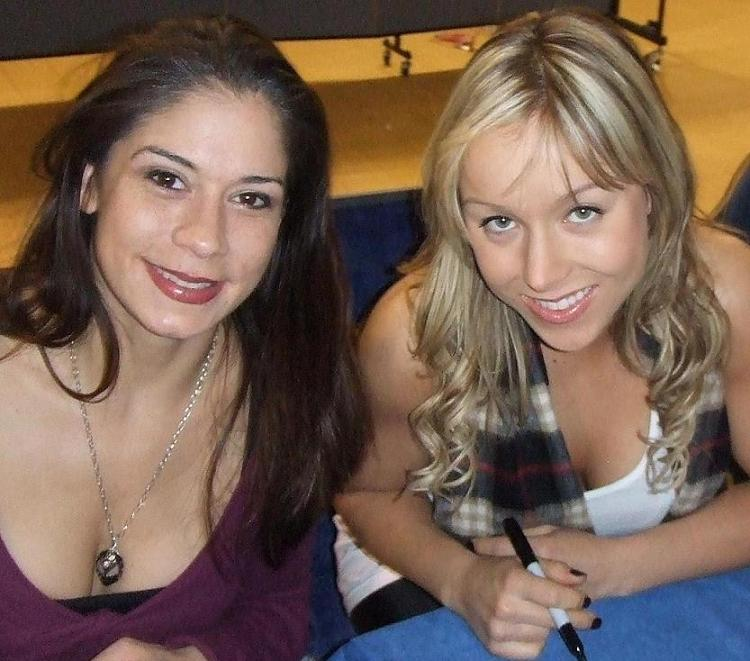
Sarita i Taylor Wilde

#### Sojusz z Saritą (2009–2010)
W sierpniu 2009 r. zawiązała sojusz z Saritą. Walczyły razem 6 sierpnia w zwycięskim pojedynku przeciwko Traci Brooks i Alissie Flash, następnie 20 sierpnia Wilde towarzyszyła przyjaciółce przy ringu w wygranym przez Brooks Fatal Four Way matchu, w którym uczestniczyły również Awesome Kong i Christy Hemme. 10 września rozpoczęły udział w turnieju o nowo powstałe TNA Knockouts Tag Team Championship, pokonując Alissę Flash i Daffney. W drugiej rundzie wyeliminowały Awesome Kong i Raishę Saeed, natomiast w finale zawodów, rozegranych 20 września na gali No Surrender, nie dały szans członkiniom The Beautiful People Velvet Sky i Madison Rayne, co zapoczątkowało ich feud z tym zespołem. Wilde została pierwszą zawodniczką posiadającą zarówno mistrzostwo indywidualne, jak i tag teamowe. 1 października na Impact! Rayne i Sky przeprosiły fanów TNA i Knockouts za niesportowe zachowanie. Zaprosiły do ringu Saritę i Taylor Wilde, wyzwały je na towarzyskie starcie drużynowe na gali Bound for Glory, uścisnęły ich dłonie, po czym znienacka zaatakowały mistrzynie. Szalę zwycięstwa w bójce na stronę The Beautiful People przechyliła debiutująca Lacey Von Erich – nowa członkini stajni. Na Bound for Glory (18 października) obroniły tytuły mistrzowskie, a trzy dni później, w nowym programie TBP o nazwie „Meanest Girls”, między obiema drużynami rozpętała się wojna na jedzenie. 5 listopada Wilde pokonała Rayne w pojedynku indywidualnym, lecz po meczu została zaatakowana przez trzy przeciwniczki, dopóki ODB i Sarita nie przybiegły z pomocą. Trzy sojuszniczki wraz z Tarą musiały uznać wyższość Kong, Sky, Rayne i Von Erich 12 listopada w Tag Team matchu. Na Turning Point (15 listopada) ODB, Wilde i Sarita położyły na szali posiadane mistrzostwa, utrzymując je po triumfie nad Rayne, Sky i Von Erich. Ten triumf chwilowo wstrzymał spór obu drużyn. 17 grudnia Kong i Hamada zwyciężyły Saritę i Wilde oraz trzy członkinie TBP w Non Title Three Way Tag Team matchu. 4 stycznia 2010 r. utraciły TNA Knockouts Tag Team Championship na rzecz Kong i Hamady.
W marcu Wilde i Sarita powróciły do konfliktu z The Beautiful People. 8 marca grupa pokonała je oraz Angelinę Love i Tarę w meczu o zawieszone mistrzostwo tag teamowe; zapewniła im to interwencja Daffney. Dwa tygodnie później Tara, Love, Sarita i Wilde przegrały z czterema przeciwniczkami, zaś 3 maja, łącząc siły z Tarą, ponownie uległy trzem rywalkom w meczu, na którego szali znalazły się TNA Knockouts Championship i TNA Knockouts Tag team Championship. Tara była niezadowolona z przegranej, dlatego zaczęła krzyczeć na Wilde, którą pokonała 13 maja, tego samego wieczoru była również lepsza od Sarity. 27 maja Wilde i Sarita poniosły porażkę z The Beautiful People w walce o pasy tag teamowe.

#### Rywalizacja z Saritą i sojusz z Hamadą (2010)

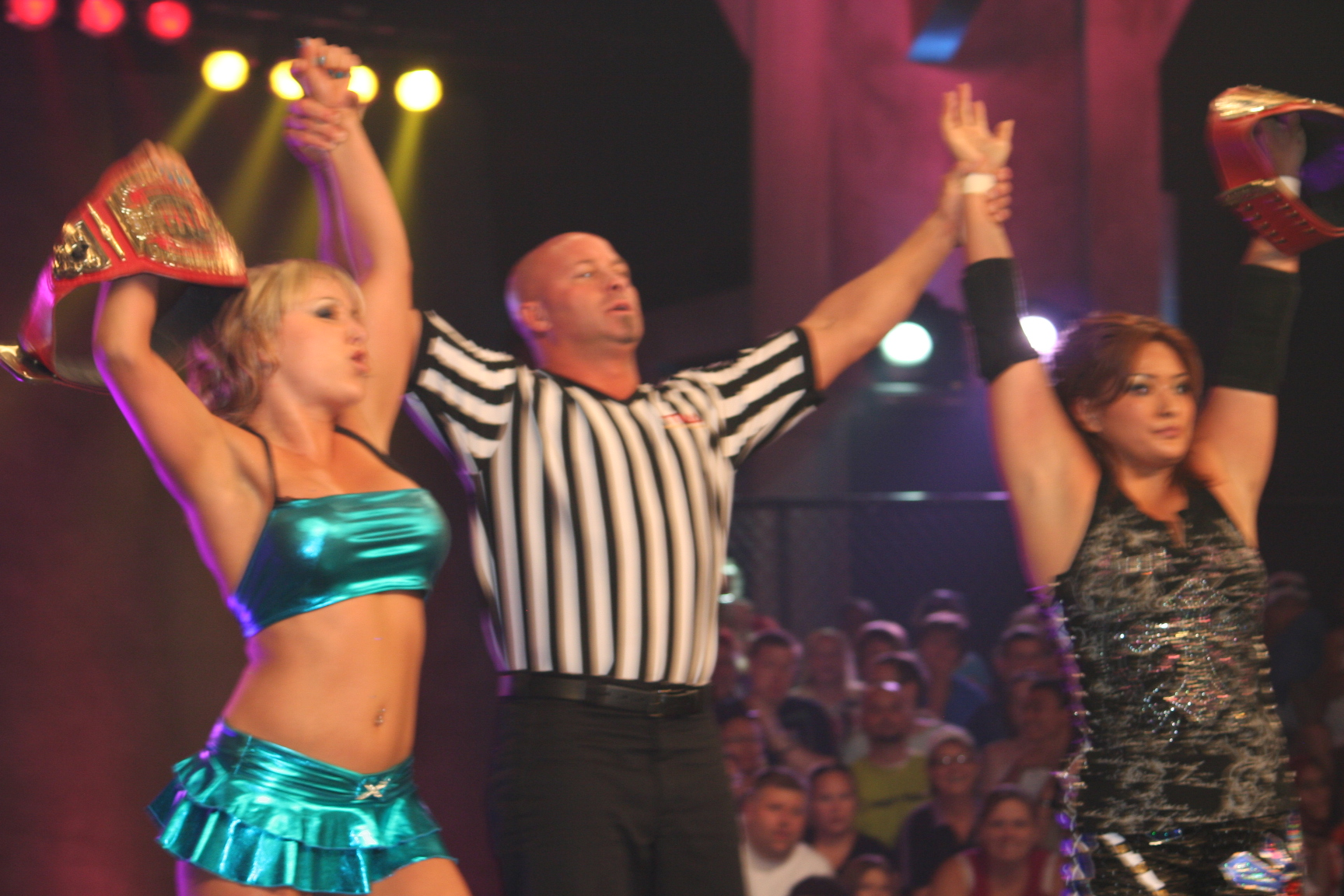
Wilde i Hamada jako TNA Knockouts Tag Team Championki

24 czerwca Wilde pokonała Daffney w programie Xplosion dzięki interwencji Sarity, co zakończyło długotrwałą serię przegranych meczów zespołu. W następnym tygodniu obie partnerki zaczęły dyskusję na temat tego, co wydarzyło się kilka dni temu. Wilde nie chciała wygrywać za pomocą oszustwa, natomiast Sarita odpowiedziała, że jest zwyciężczynią i, w odróżnieniu od niej, nie potrzebuje tag team partnerki, by zwyciężyć Daffney. Tego dnia Sarita została pokonana przez wspomnianą zawodniczkę, a po meczu zaatakowała ją, lecz chwilę później Wilde powstrzymała byłą sojuszniczkę. 1 lipca Sarita przeszła heel turn, napadając na swoją tag team partnerkę, która chwilę wcześniej przegrała z TNA Knockouts Championką, Madison Rayne. Miała dość kolejnych porażek. W następnym odcinku Xplosion (14 lipca) Sarita wygrała z Wilde, pomagając sobie w przypięciu za pomocą niedozwolonego przytrzymania lin, a 15 lipca podczas Impactu! ponownie była lepsza, tym razem w Street Fight matchu.
5 sierpnia Wilde połączyła siły z Hamadą i sięgnęła z nią po TNA Knockouts Tag Team Championship wskutek zwycięstwa nad The Beautiful People (Velvet Sky i Lacey Von Erich). Dwukrotnie (16 września i 23 września) obroniły mistrzostwo przeciwko temu zespołowi. 26 listopada w Xplosion Sarita po raz trzeci pokonała Wilde. 9 grudnia TNA ogłosiło, że Wilde i Hamada zostają pozbawione TNA Knockouts Tag Team Championship. Powodem tego było zwolnienie Japonki z federacji. Niebawem pojawiła się informacja, że kontrakt Malawski z TNA wygasł, co zawodniczka potwierdziła 29 grudnia.

### Odejście z wrestlingu (2011)
W wywiadzie dla „The Sun”, który ukazał się 10 stycznia 2011 r., wyznała, że zamierza porzucić wrestling, aby skupić się na studiach psychologicznych. Ostatni mecz w karierze odbyła 5 lutego na gali federacji ChickFight i Pro Wrestling Revolution, kiedy to przegrała z Alissą Flash. Po latach wyznała, że przeszła na emeryturę, aby zadbać również o nadszarpnięte zdrowie fizyczne. 

### Powrót do Impact Wrestling (od 2021)
Na początku 2021 roku pojawiły się spekulacje o możliwym zaangażowaniu zawodniczki przez Impact Wrestling. W odcinku Impactu! z 8 kwietnia federacja wyemitowała zapowiedź jej powrotu. Wilde powróciła na gali Rebellion (25 kwietnia), gdzie powstrzymała pomeczowy atak Impact Knockouts Championki, Deonny Purrazzo, Susan i Kimber Lee na Tenille Dashwood. 29 kwietnia pokonała Lee, po czym została napadnięta przez Susan. Na ratunek ruszyła jej Dashwood, która zaoferowała jej współpracę tag teamową. Wilde odrzuciła propozycję, mając na uwadze jedynie mistrzostwo Knockoutek. 

## Życie prywatne
Wyszła za mąż za Davida Roynona. W kwietniu 2018 r. urodziła syna. Jest zawodową strażaczką. Prowadzi podkast o nazwie „Wiled On”, w którym przeprowadza wywiady z zawodnikami ze świata wrestlingu.

## Mistrzostwa i osiągnięcia
- New Vision Pro Wrestling
  - NVPW Women’s Championship (1x)
- Pro Wrestling Illustrated
  - PWI umieściło ją na 10. miejscu rankingu wrestlerek PWI Top 50 w 2009[98]
- RingDivas Women’s Wrestling
  - RingDivas FightGirl World Championship (1x)[7]
- Total Nonstop Action Wrestling
  - TNA Women’s Knockout Championship (1x)
  - TNA Knockouts Tag Team Championship (2x) – z Saritą (1) oraz Hamadą (1)
  - Turniej Knockouts Tag Team Championship (2009) – z Saritą
- Women Superstars Uncensored
  - WSU Tag Team Championship (1x) – z Amy Lee